# French Open 2003
Die 102. French Open fanden vom 27. Mai bis 9. Juni 2003 in Paris im Stade Roland Garros statt.
Titelverteidiger im Einzel waren Albert Costa bei den Herren sowie Serena Williams bei den Damen. Im Herrendoppel waren Paul Haarhuis und Jewgeni Kafelnikow, im Damendoppel Virginia Ruano Pascual und Paola Suárez die Titelverteidiger. Lisa Raymond und Mike Bryan waren die Titelverteidiger im Mixed.
Im Herreneinzel gewann Juan Carlos Ferrero und im Dameneinzel Justine Henin-Hardenne. Im Herrendoppel siegten die Brüder Bob und Mike Bryan, im Damendoppel Kim Clijsters und Ai Sugiyama. Den Titel im Mixed gewannen Lisa Raymond und Mike Bryan.

## Herreneinzel

### Setzliste
| Nr. | Spieler             | Erreichte Runde |
| --- | ------------------- | --------------- |
| 01. | Lleyton Hewitt      | 3. Runde        |
| 02. | Andre Agassi        | Viertelfinale   |
| 03. | Juan Carlos Ferrero | Sieg            |
| 04. | Carlos Moyá         | Viertelfinale   |
| 05. | Roger Federer       | 1. Runde        |
| 06. | Andy Roddick        | 1. Runde        |
| 07. | Guillermo Coria     | Halbfinale      |
| 08. | David Nalbandian    | 2. Runde        |
| 09. | Albert Costa        | Halbfinale      |
| 10. | Paradorn Srichaphan | 1. Runde        |
| 11. | Rainer Schüttler    | Achtelfinale    |
| 12. | Sjeng Schalken      | 3. Runde        |
| 13. | Jiří Novák          | Achtelfinale    |
| 14. | Sébastien Grosjean  | 2. Runde        |
| 15. | Gustavo Kuerten     | Achtelfinale    |
| 16. | Àlex Corretja       | 1. Runde        |

| Nr. | Spieler            | Erreichte Runde |
| --- | ------------------ | --------------- |
| 17. | Jewgeni Kafelnikow | 2. Runde        |
| 18. | Agustín Calleri    | 1. Runde        |
| 19. | Fernando González  | Viertelfinale   |
| 20. | Félix Mantilla     | Achtelfinale    |
| 21. | Gastón Gaudio      | 3. Runde        |
| 22. | Wayne Ferreira     | 3. Runde        |
| 23. | Younes El Aynaoui  | 3. Runde        |
| 24. | James Blake        | 2. Runde        |
| 25. | Tim Henman         | 3. Runde        |
| 26. | Xavier Malisse     | 3. Runde        |
| 27. | Michail Juschny    | 2. Runde        |
| 28. | Tommy Robredo      | Viertelfinale   |
| 29. | Vincent Spadea     | 3. Runde        |
| 30. | Jarkko Nieminen    | Achtelfinale    |
| 31. | Juan Ignacio Chela | 3. Runde        |
| 32. | Arnaud Clément     | Achtelfinale    |

## Dameneinzel

### Setzliste
| Nr. | Spielerin              | Erreichte Runde |
| --- | ---------------------- | --------------- |
| 01. | Serena Williams        | Halbfinale      |
| 02. | Kim Clijsters          | Finale          |
| 03. | Venus Williams         | Achtelfinale    |
| 04. | Justine Henin-Hardenne | Sieg            |
| 05. | Amélie Mauresmo        | Viertelfinale   |
| 06. | Lindsay Davenport      | Achtelfinale    |
| 07. | Jennifer Capriati      | Achtelfinale    |
| 08. | Chanda Rubin           | Viertelfinale   |
| 09. | Daniela Hantuchová     | 2. Runde        |
| 10. | Jelena Dokić           | 2. Runde        |
| 11. | Anastassija Myskina    | 2. Runde        |
| 12. | Monica Seles           | 1. Runde        |
| 13. | Jelena Dementjewa      | 1. Runde        |
| 14. | Eleni Daniilidou       | 3. Runde        |
| 15. | Magdalena Maleewa      | Achtelfinale    |
| 16. | Ai Sugiyama            | Achtelfinale    |

| Nr. | Spielerin           | Erreichte Runde |
| --- | ------------------- | --------------- |
| 17. | Amanda Coetzer      | 1. Runde        |
| 18. | Meghann Shaughnessy | 3. Runde        |
| 19. | Patty Schnyder      | Achtelfinale    |
| 20. | Jelena Bowina       | 2. Runde        |
| 21. | Lisa Raymond        | 2. Runde        |
| 22. | Wera Swonarjowa     | Viertelfinale   |
| 23. | Anna Smaschnowa     | 2. Runde        |
| 24. | Conchita Martínez   | Viertelfinale   |
| 25. | Nathalie Dechy      | 3. Runde        |
| 26. | Silvia Farina Elia  | 3. Runde        |
| 27. | Alexandra Stevenson | 1. Runde        |
| 28. | Clarisa Fernández   | 2. Runde        |
| 29. | Jelena Lichowzewa   | 1. Runde        |
| 30. | Paola Suárez        | 3. Runde        |
| 31. | Laura Granville     | 3. Runde        |
| 32. | Francesca Schiavone | 2. Runde        |

## Herrendoppel

### Setzliste
| Nr. | Paarung                        | Erreichte Runde |
| --- | ------------------------------ | --------------- |
| 01. | Mark Knowles Daniel Nestor     | Achtelfinale    |
| 02. | Mahesh Bhupathi Maks Mirny     | Viertelfinale   |
| 03. | Bob Bryan Mike Bryan           | Sieg            |
| 04. | Jonas Björkman Todd Woodbridge | 2. Runde        |
| 05. | Leander Paes David Rikl        | Halbfinale      |
| 06. | Michaël Llodra Fabrice Santoro | Achtelfinale    |
| 07. | Martin Damm Cyril Suk          | 2. Runde        |
| 08. | Wayne Black Kevin Ullyett      | 2. Runde        |

| Nr. | Paarung                          | Erreichte Runde |
| --- | -------------------------------- | --------------- |
| 09. | Joshua Eagle Jared Palmer        | Achtelfinale    |
| 10. | Wayne Arthurs Paul Hanley        | Halbfinale      |
| 11. | Paul Haarhuis Jewgeni Kafelnikow | Finale          |
| 12. | Chris Haggard Robbie Koenig      | 2. Runde        |
| 13. | Tomáš Cibulec Pavel Vízner       | Achtelfinale    |
| 14. | František Čermák Leoš Friedl     | Achtelfinale    |
| 15. | Donald Johnson Nenad Zimonjić    | 2. Runde        |
| 16. | Gastón Etlis Martín Rodríguez    | Viertelfinale   |

## Damendoppel

### Setzliste
| Nr. | Paarung                                | Erreichte Runde |
| --- | -------------------------------------- | --------------- |
| 01. | Virginia Ruano Pascual Paola Suárez    | Finale          |
| 02. | Kim Clijsters Ai Sugiyama              | Sieg            |
| 03. | Lindsay Davenport Lisa Raymond         | Achtelfinale    |
| 04. | Cara Black Jelena Lichowzewa           | Halbfinale      |
| 05. | Jelena Dokić Nadja Petrowa             | Achtelfinale    |
| 06. | Swetlana Kusnezowa Martina Navratilova | Achtelfinale    |
| 07. | Petra Mandula Patricia Wartusch        | Achtelfinale    |
| 08. | Liezel Huber Magdalena Maleewa         | 1. Runde        |

| Nr. | Paarung                               | Erreichte Runde |
| --- | ------------------------------------- | --------------- |
| 09. | Daniela Hantuchová Chanda Rubin       | Halbfinale      |
| 10. | Conchita Martínez Meghann Shaughnessy | 1. Runde        |
| 11. | Janette Husárová Barbara Schett       | Viertelfinale   |
| 12. | Nathalie Dechy Émilie Loit            | Viertelfinale   |
| 13. | Tina Križan Katarina Srebotnik        | 2. Runde        |
| 14. | Shinobu Asagoe Nana Miyagi            | 2. Runde        |
| 15. | Emmanuelle Gagliardi Patty Schnyder   | Achtelfinale    |
| 16. | Janet Lee Wynne Prakusya              | 1. Runde        |

## Mixed

### Setzliste
| Nr. | Paarung                           | Erreichte Runde |
| --- | --------------------------------- | --------------- |
| 01. | Todd Woodbridge Paola Suárez      | Halbfinale      |
| 02. | Mike Bryan Lisa Raymond           | Sieg            |
| 03. | Mahesh Bhupathi Jelena Lichowzewa | Finale          |
| 04. | Wayne Black Cara Black            | Halbfinale      |

| Nr. | Paarung                          | Erreichte Runde |
| --- | -------------------------------- | --------------- |
| 05. | Donald Johnson Rennae Stubbs     | 1. Runde        |
| 06. | Tomáš Cibulec Janette Husárová   | 1. Runde        |
| 07. | Leander Paes Martina Navratilova | Achtelfinale    |
| 08. | Jared Palmer Swetlana Kusnezowa  | Achtelfinale    |

## Juniorinneneinzel
Setzliste
| Nr. | Spielerin           | Erreichte Runde |
| --- | ------------------- | --------------- |
| 01. | Wera Duschewina     | Finale          |
| 02. | Anna-Lena Grönefeld | Sieg            |
| 03. | Michaëlla Krajicek  | Halbfinale      |
| 04. | Tatiana Golovin     | 2. Runde        |
| 05. | Anais Laurendon     | 1. Runde        |
| 06. | Alissa Kleibanowa   | Achtelfinale    |
| 07. | Kateřina Böhmová    | Viertelfinale   |
| 08. | Virág Németh        | 1. Runde        |

| Nr. | Spielerin            | Erreichte Runde |
| --- | -------------------- | --------------- |
| 09. | Aurelija Misevičiūtė | 1. Runde        |
| 10. | Wiktorija Kutusowa   | 1. Runde        |
| 11. | Marta Domachowska    | 1. Runde        |
| 12. | Vojislava Lukić      | Achtelfinale    |
| 13. | Ryoko Fuda           | 1. Runde        |
| 14. | Sania Mirza          | 1. Runde        |
| 15. | Nadja Pavic          | 1. Runde        |
| 16. | Julia Cohen          | 1. Runde        |

## Juniorinnendoppel
Setzliste
| Nr. | Paarung                                | Erreichte Runde |
| --- | -------------------------------------- | --------------- |
| 01. | Kirsten Flipkens Anna-Lena Grönefeld   | Achtelfinale    |
| 02. | Andrea Hlaváčková Aurelija Misevičiūtė | Halbfinale      |